# Garibaldi (ort i Brasilien, Rio Grande do Sul, Garibaldi)
Garibaldi är en ort i Brasilien.   Den ligger i kommunen Garibaldi och delstaten Rio Grande do Sul, i den södra delen av landet, 1 500 km söder om huvudstaden Brasília. Garibaldi ligger 607 meter över havet och antalet invånare är 30 364.
Terrängen runt Garibaldi är kuperad söderut, men norrut är den platt. Runt Garibaldi är det ganska tätbefolkat, med 93 invånare per kvadratkilometer.. Närmaste större samhälle är Bento Gonçalves, 9,5 km norr om Garibaldi.
I omgivningarna runt Garibaldi växer i huvudsak städsegrön lövskog.